# Władysław Okręt
Władysław Okręt (ur. 29 kwietnia 1870 w Warszawie, zm. 15 sierpnia 1910 tamże) – redaktor i wydawca warszawski.

## Życiorys

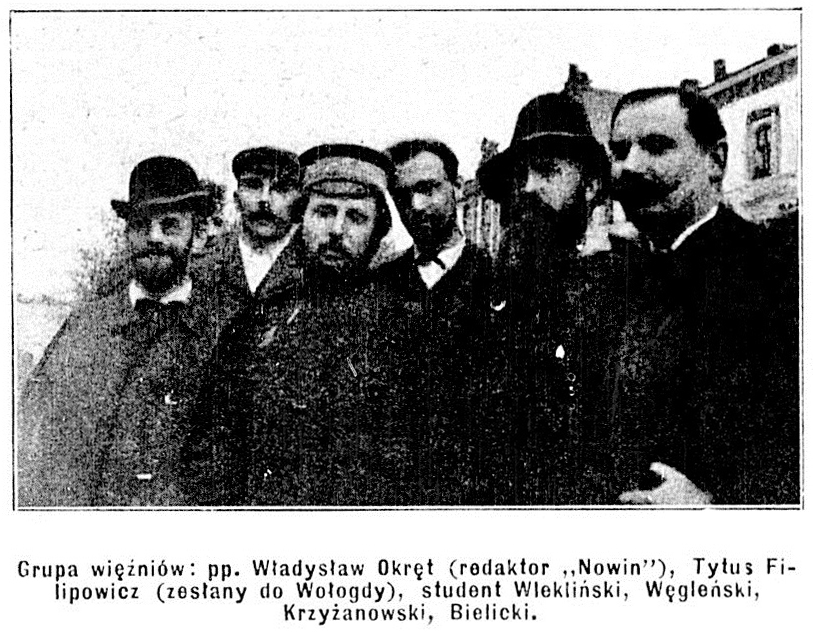
Grupa więźniów politycznych Pawiaka, 1906. Pierwszy z lewej Władysław Okręt. Obok niego z tyłu stoi Tytus Filipowicz.

Urodził się 29 kwietnia 1870 w Warszawie. Jego rodzicami byli Rudolf Okręt, kupiec, publicysta, księgarz i wydawca żydowskiego pochodzenia oraz Matylda z domu Paprocka.
Do gimnazjum uczęszczał w Warszawie, a po jego ukończeniu poznawał fach wydawniczy w Lipsku (pierwotnie miał kształcić się w zawodzie handlowym). Po powrocie do Warszawy pracował w branży księgarsko-wydawniczej. W 1901 zmienił wyznanie z judaizmu na kalwinizm.
Wydawał własnym nakładem przekłady wybitnych pisarzy europejskich, m.in. Gerharta Hauptmanna, Edmonda Rostanda, Gabriele D’Annunzia, Rudyarda Kiplinga. Współpracował z „Gazetą Handlową” (wydawaną przez jego ojca), przekształconą później w „Nową Gazetę”, kierował „Kalendarzem Handlowym”.
W 1905 wydał w Warszawie „Rocznik Naukowo-Literacko-Artystyczny”. Zawierał on noty biograficzne współcześnie żyjących literatów, aktorów, księgarzy, muzyków. Było to ważne dzieło i bywało nadal używane nawet ponad 70 lat po wyjściu drukiem. W tym samym roku Okręt zaczął wydawać mające lewicowy charakter czasopismo „Nowiny”; zostało ono zawieszone po 17 numerach. Jego współpracownikami byli m.in. Hieronim Kon, Leo Belmont, Bolesław Gorczyński i Mieczysław Srokowski. Okręt został kilka razy aresztowany za tzw. przestępstwa prasowe. Jeden z takich przypadków opisał w artykule „Na Pawiaku. Wspomnienie więźnia stanu” („Nowiny” 1905 nr 14–17).
W 1908 został skazany na rok twierdzy, ponownie za przestępstwa prasowe związane z wydawaniem „Nowin”. Wyrok odbywał we Włocławku, a potem w Warszawie przy ul. Dzielnej tj, na Pawiaku. W jego trakcie zmarł na anewryzm serca dwa miesiące przed końcem kary, 15 sierpnia 1910. „Tygodnik Ilustrowany” i Polski Słownik Biograficzny podają, że nie były to dwa miesiące, lecz dwa tygodnie oraz że warunki życia więziennego miały związek z rozwojem choroby serca lub bezpośrednio ze śmiercią będącą skutkiem schorzenia.
Został pogrzebany na cmentarzu Ewangelicko-Reformowanym w Warszawie. Nekrologi i artykuły wspomnieniowe zamieściły m.in. „Bluszcz”, „Kurjer Warszawski”, „Nowa Gazeta”, „Nowości Ilustrowane”, „Świat” i „Tygodnik Ilustrowany”.
Żoną Władysława Okręta była Cezara Skoryna, z którą miał córkę. Jego teściem był Cezary Skoryna, przemysłowiec i społecznik warszawski. Bratem Władysława był adwokat i dziennikarz Leon Okręt. Mężem siostry Władysława był Stanisław Aleksander Kempner.